# Vietnamocasia
Vietnamocasia, monotipski rod aroida iz porodice kozlačevki. Ovaj novi rod opisan je 2017. s tipskom vrstom Vietnamocasia dauae, i poznata je jedino sa tipskog lokaliteta u središnjem Vijetnamu.
Odlikuje slobodnim pojedinačnim staminatnim cvjetovima.